# Thomas J. Nordberg
Thomas J. Nordberg (...) è un montatore statunitense.

## Filmografia

### Montatore
- Assassini nati di Oliver Stone (1994)
- U Turn - Inversione di marcia di Oliver Stone (1997)
- Ogni maledetta domenica di Oliver Stone (1999)
- What Women Want - Quello che le donne vogliono di Nancy Meyers (2000)
- Scary Movie 2 di Keenen Ivory Wayans (2001)
- Holes - Buchi nel deserto di Andrew Davis (2003)
- Alexander di Oliver Stone (2004)
- Colpo di fulmine - Il mago della truffa di Glen Ficarra e John Requa (2009)
- Beastly di Daniel Barnz (2011)
- The Host, regia di Andrew Niccol (2013)
- Joker - Wild Card (Wild Card), regia di Simon West (2015)